# Avro Canada VZ-9AV
L'Avro Canadà VZ-9AV, comunament anomenat Avrocar va ser una aeronau canadenca VTOL desenvolupada per Avro Canadà com a part d'un projecte militar secret estatunidenc realitzat durant els primers anys de la Guerra Freda. Dos prototips van ser construïts com a vehicles de prova "de conceptes" per ser el caça més avançat de la USAF i com a avió tàctic de combat de l'exèrcit dels Estats Units.
L'Avrocar es va dissenyar amb la intenció d'explotar l'efecte Coandă proporcionant suficient aixecament i empenta amb un sol "turborotor". L'empenta del rotor era desviada cap a fora de les vores de l'avió (que tenia forma de disc) per proveir el funcionament VTOL esperat. En l'aire, l'aparell hauria semblat un plat volador. En proves de vol, l'Avrocar va demostrar no tenir del tot resolts els problemes d'empenta i estabilitat, i, posteriorment, va arribar el final el projecte amb la cancel·lació del programa el 1961.